# Paw (banda)
Paw foi uma banda de hard rock formada em 1990 em Lawrence, no estado do Kansas. A banda, com sua formação original, consiste em Mark Hennessy (vocais), Grant Fitch (guitarra), Charles Bryan (baixo) e Peter Fitch (bateria). de 1990 a 1997, a banda lançou três álbuns: Dragline, Death to Traitors e Home is A Strange Place. A banda também lançou um álbum com B-Sides e covers chamado de Keep the Last Bullet for Yourself. A banda estava em um suposto hiato desde 2000, mas em 2008, Mark, Grant e Jason reformaram a banda para uma série de shows.

## História
Paw foi formado em 1990, seu som nessa época poderia ser descrito como "um rock agressivo com toques melódicos", ou 'Southern rock', onde Mark Hennessy explicou em uma entrevista da MTV. Eles foram rotulados pelas grandes gravadoras de "O Próximo Nirvana" e começou uma guerra milionária para assinar com a banda. A banda assina um contrato com a A&M Records durante o ápice da onda grunge, e em 1993 a banda lança seu primeiro álbum Dragline. As músicas mais conhecidas do álbum são Lollita, Jessie, Couldn't Know, The Bridge e Sleeping Bag. Todas essas músicas receberam alta rotação nas rádios e no programa da MTV estadunidense, Headbangers Ball. A banda também gravou uma sessão na rádio BBC 1 em 1994, e as músicas Jessie, Pansy e The Bridge foram incluídas na trilha sonora do jogo Road Rash, para 3DO e PlayStation.
Em 1995 a banda lança seu segundo álbum, Death to Traitors. Durante este período, a banda adiciona elementos country ao seu som. Apesar do álbum ter recebido boas críticas, Death to Traitors não vendeu muito bem devido a pouca divulgação. A banda é demitida da gravadora em 1996, sem ao menos tentar terminar o contrato de três álbuns que a banda assinou.
Em 1998, os irmãos Fitch formam a banda Palomar e lançam o álbum World Without Horses. Paw também tocou junto com o Palomar durante este período, e a banda lança uma coletânea de B-sides e covers chamada Keep the Last Bullet for Yourself em sua própria gravadora, Outlaw Records.
Em 2000, Mark Herressy e Grant Fitch assinam um contrato com a Koch Records e lançam seu último álbum, um mini-álbum chamado Home is A Strange Place, no mesmo ano. Neste período, a banda incorpora elementos de Blues nas canções.
Em 2008, o Paw decide se reúnir, devido a união das bandas pós-Paw, para um show no Wakarusa Festival, na casa de shows Revival Tent, em Clinton Lake, no Kansas. A performance incluiu as músicas Couldn't Know, Home is A Strange Place, Death to Traitors, Sunflower, Hope I Die Tonight e Dragline. A banda tocou seu primeiro show de reúnião definitivo na casa de shows The Bottleneck, em sua cidade natal, Lawrence.

## Atividades pós-Paw
Em 2005, Mark Hennessy publica um livro de poesias chamado Cue the Bedlam (More Desperate With Longing Than Want of Air), da Unholy Day Press. Ele também tocou no 1950 DA (formada com o nome The Diamond Heart Club) entre 2006-2007.
Grant Fitch está tocando guitarra na dupla New Franklin Panthers com o baterista Jason Jones. A dupla lançou seu primeiro álbum instrumental chamado Hot Dogs Are Cool: In III Movements em 2008.
Peter Fitch toca bateria na banda solo de Brian Conway, em Las Vegas, Nevada.
Em 1997, Charles Bryan se tornou O homem mais rápido em queda livre suborbital atingindo uma velocidade de 327 mph, é casado e tem dois filhos, Emma e Rocket.

## Integrantes
- Mark Hennessy - vocais
- Grant Fitch - guitarra
- Jason Magierowski - baixo

## Ex-integrantes
- Peter Fitch - bateria
- Dan Hines - baixo
- Charles Bryan - baixo

## Discografia

### Álbuns de estúdio
- Dragline (1993, A&M Records)
- Death to Traitors (1995, A&M Records)
- Home is A Strange Place (2000, Koch Records)

### Coletâneas
- Keep the Last Bullet for Yourself (1998, Outlaw Records)

### Singles
- Lolita (Do álbum Dragline, 1992)
- Sleeping Bag (Do álbum Dragline, Vinil em 1992, CD em 1993)
- Jessie (Do álbum Dragline, 1993)
- Couldn't Know (Do álbum Dragline, 1993)
- Surrender (Relançado na coletânea Keep the Last Bullet for Yourself, 1994)
- Hope I Die Tonight (Do álbum Death to Traitors, 1995)
- Traitors and Covers (Single promocional, 1995)
- Seasoned Glove (Do álbum Death to Traitors, 1995)
- Max the Silent (Do álbum Death to Traitors, 1995)